# CRヤッターマン
CRヤッターマンは、平和が2001年および2009年に開発・発売したパチンコ機。
本項では、CRヤッターマン以外の『ヤッターマン』とのタイアップ機についても記述する。

## CRヤッターマン（2001年版）
CRヤッターマンは、2001年5月に平和が開発、発売したデジパチのパチンコ。本機は『ヤッターマン』が主役である。

### シリーズ
- 『CRヤッターマンJ1』（2001年5月）
  - 大当たり確率 1/319.4 → 1/59.1
  - 確率変動割合 50%
  - リミッターなし
  - 賞球数 5&15 大当たり15R9C
- 『CRヤッターマンK』（2001年5月）
  - 大当たり確率 1/316.6 → 1/58.6
  - 確率変動割合 50%
  - リミッターなし
  - 賞球数 5&15 大当たり15R10C
- 『ヤッターマンV』（2001年5月）
  - 大当たり確率 1/210.3
  - 賞球数 5&13 大当たり16R10C、8R10C
  - 絵柄「2、4、8」大当たり後8R、50回転の時短、「1、6、9」後8R、150回転の時短
  - 絵柄「10、11、12」大当たり後16R、150回転の時短、「3、5、7」後16R、200回転の時短

### 演出
- 「おだてブタ予告」保留球連続予告。
- 「もしかして予告」アニメでもお馴染みだった「ガンちゃん」と「アイちゃん」のセリフ「もしかして」が登場するとチャンス。
- メカ系リーチ「ヤッターワンリーチ」、「ヤッターペリカンリーチ」、「ヤッターアンコウリーチ」
- 「ポチっとなリーチ」一旦ハズレ後、「ドロンジョ」の登場で発展。アニメでお約束のボヤッキーがドロンジョの胸を「ポチっとな」とする演出もある。
- ドロンボー系リーチ「おしおき三輪車リーチ」、「バンジーリーチ」、「ドクロベエリーチ」

## CRドロンジョにおまかせ
2005年発売。
パチスロの『ドロンジョにおまかせ』を継承。キャッチフレーズは『ドロンジョは、三度よみがえる』。

### 大当たり図柄
0・1・2・3・4・5・6・7・8・9
奇数図柄が揃うと確変突入

### シリーズ
- 『CRドロンジョにおまかせKJ1』（2005年3月）
  - 大当たり確率 1/499.0 → 1/49.9
  - 確率変動割合 68%
  - リミットなし
  - 通常大当たり後100回転の時短
  - 賞球数 3&10&15 大当たり15R9C
- 『CRドロンジョにおまかせHY1』（2005年3月）
  - 大当たり確率 1/336.5 → 1/33.7
  - 確率変動割合 75%
  - リミットなし
  - 通常大当たり後100回転の時短
  - 賞球数 3&10&15 大当たり15R9C、6R9C
- 『CRドロンジョにおまかせDJ』（2005年3月）
  - 大当たり確率 1/359.5 → 1/55.3
  - 確率変動割合 66%
  - リミッターなし
  - 賞球数 3&10&15 大当たり15R9C

### 演出
- 「おだてブタ」登場はチャンス。本作ではリーチ中でも登場する。
- 入賞時や回転始動時に「ドロンボー一味」のセリフでチャンス。
- 通常時は「秘密基地ステージ」、「屋外ステージ」がある。
- 爆弾登場でステップアップ予告に発展。
- 役物の「お仕置き三輪車」が動き出すとチャンス。
- リーチ時の「リーチ」の文字、音声で期待度が変化。
- リーチ時に「ボヤッキー」の服破り、「ドロンボー一味」がオーラを放つと期待度アップ。
- リーチは「オモッチャマステージ」「おだてブタステージ」がある。オールマイティ絵柄の「おだてブタ」で「おだてブタステージ」系リーチに発展。
- レバーオン時のフリーズはBIGまたはSDB確定（DB中はBIG確定）。但し発生ゲームでは揃えることが出来ない。

## CRヤッターマン（2009年版）
2009年発売。デザインは2008年版ではなく旧シリーズになっている。声優陣は一部変更。
通常時は電チューサポートナシの2R確変の割合が高い。2Rランプ点灯＝潜伏確変確定。モード移行で推測。

### シリーズ
CRヤッターマンH1AY
- 大当たり確率 1/315.1 → 1/31.5
- 確率変動割合 ヘソ入賞時 15R 38% 2R 24%　電チュー入賞時 15R 54% 2R 8%
- リミットなし
- 通常大当たり後100回転の時短
- 賞球数 3&10&14 大当たり15R8C

CRヤッターマンH4AY
- 大当たり確率 1/346.8 → 1/34.7
- 確率変動割合 ヘソ入賞時 15R 36% 2R 30%　電チュー入賞時 15R 60% 2R 6%
- リミットなし
- 通常大当たり後100回転の時短
- 賞球数 3&10&14 大当たり15R8C

CRAヤッターマンL1AU
- 大当たり確率 1/119.8 → 1/15.4
- 確率変動割合 ヘソ&電チュー入賞時 15R確変 25% 7R確変 20% 2R確変 10% 7R通常 45%
- リミットなし
- 通常大当たり後30回転の時短
- 賞球数 3&3&10&10 大当たり15R&7R9C

## CRヤッターマン 天才ドロンボー只今参上!
2011年発売。シリーズで初めて2008年版のアニメを原作とする。

### シリーズ
CRヤッターマン 天才ドロンボー只今参上! H9AZ1
- 大当たり確率 1/390.1 → 1/50.1
- 確率変動割合 77%
内訳／ヘソ入賞時 4R（出玉あり）54% 4R（出玉なし）23%、電チュー入賞時 16R 72% 4R 5%
- リミットなし
- 通常大当たり後、20 or 40 or 60 or 80回転の時短
- 賞球数 3&10&15、4 or 16ラウンド・9カウント

CRヤッターマン 天才ドロンボー只今参上! 9AU
- 大当たり確率 1/99.9 → 1/49.9
- 確率変動割合 90%（80回転限定）
内訳／ヘソ入賞時 15R 1% 6R（出玉あり）61% 6R（出玉なし）28%、電チュー入賞時 15R 30% 6R 60%
- リミットなし
- 通常大当たり後、20 or 40 or 60 or 80回転の時短
- 賞球数 3&10、6 or 16ラウンド・8カウント